# Zotero
Zotero（ゾテロ、アメリカ英語発音では/zoʊˈtɛroʊ/）は、学術論文の管理を目的とした、オープンソースの引用管理ソフトウェアである。ジョージ・メイソン大学が開発している。
Zotero の名称は、アルバニア語の「極める、使いこなす」という意味の動詞に由来する。

## 特徴
基本利用は無料だが、データ同期用のオンラインストレージの容量を増やすための有料サービスが用意されている。
- 文献書誌情報の管理
- 論文PDFファイルの容易なインポートと管理
- PDF ファイルのメタデータの自動抽出、および全文検索
- 多数の雑誌の様式に準拠した参考文献リストの出力（Citation Style Languageを利用）
- Microsoft Word や OpenOffice への引用・参考文献挿入プラグインの提供しており、Google Docsなどとの高い互換性を誇っている[3]
- 自動仕訳タイトル[3]
- スタイルの編集と作成[3]
- タグ作成機能
- 重複文献の管理
- 文献の年表・時系列表示
- PubMed, Google Scholar, Google Books, Amazon.com, Wikipediaなどのウェブページを訪れると、ブラウザ上にアイコンが表示され、これをクリックすると文献書誌情報がZoteroに取り込まれる。
- ウェブアーカイブの作成および保存、管理、メモの記入。
- オンラインの個人アカウントを利用することで、複数のコンピュータ間での同期が可能。またZoteroウェブサイトを通じて自分のコレクションの中の文献情報にアクセスすることも可能。
- グループ内での文献コレクションの共有。
- PDFファイルの保存先を自由に設定可能。

## 開発歴
初期はウェブブラウザMozilla Firefoxの拡張機能としてFirefoxのウィンドウ内で動作していたが、Zotero 3.0からは単独で動作するスタンドアローン版も登場。スタンドアローン版ではブラウザとの情報のやり取りはZotero Connectorと呼ばれる拡張機能でなされるようになった。Zotero 5.0からはFirefoxの拡張機能としてのバージョンが廃止され、スタンドアローン版に一本化された。
- 2006年10月5日、Zotero 1.0 Beta (1.0.0b2.r1)[5]
- 2007年10月31日、Zotero 1.0[5]
Firefoxアドオンとして最初の安定リリース。
- 2010年2月18日、Zotero 2.0 Final[6]
オンラインでのファイル同期機能が追加された。
- 2012年1月31日、Zotero 3.0[7]
従来のFirefoxアドオン版に加えて、スタンドアローンの文献管理ソフトウェアとしてFirefoxと独立してMac OS X, Windows, Linux上で動作するものを公開。文献データの取り込みもFirefoxのみならずSafariやGoogle Chromeからも可能[8]。
- 2013年4月2日、Zotero 4.0.1 （4.0 Finalは欠番）[9]
タグの色分け機能、オンデマンドダウンロード機能、ファイルリンクの相対パスサポート、引用スタイルの自動アップデート機能、論文誌名の自動略記サポートなど。
- 2017年7月10日、Zotero 5.0[10]
Zotero for Firefox の廃止と Zotero Standalone への一本化、自分の出版物機能追加、RSS機能追加、新しいファイル同期アーキテクチャ、ユーザインタフェースの改善など[4]。
- 2022年3月17日、Zotero 6.0[11]
PDFリーダの内蔵、他